# The Little Hut
 The Little Hut és una pel·lícula estatunidenca i britànica dirigida per Mark Robson, estrenada el 1957.

## Argument
Un matrimoni (un lord anglès, la seva dona) i un amic comú són víctimes d'un naufragi. Afortunadament aconsegueixen arribar fins a una illa deserta, però allà hauran de fer front a un nou mode de vida

## Repartiment
- Ava Gardner: Lady Susan Ashlow
- Stewart Granger: Sir Philip Ashlow
- David Niven: Henry Brittingham-Brett
- Walter Chiari: Mario
- Finlay Currie: Reverend Bertram Brittingham-Brett
- Jean Cadell: Sra. Hermione Brittingham-Brett
- Jack Lambert: Capità MacWalt
- Henry Oscar: M. Trollope
- Viola Lyel: Miss Edwards
- Jaron Valton: Cavaller indi

## Producció
El guió de  The Little Hut  va ser escrit per l'escriptor francès André Roussin (1911-1987), basat en la seva pròpia obra de teatre  La petite Hutte  (1947). Tant l'obra com el guió es basen en una altra obra en català, escrita pel novel·lista i dramaturg Carles Soldevila (1892-1967):  Civilitzats tanmateix  (1921). Aquesta comèdia era coneguda a França abans de l'obra de Roussin: Adolphe De Faigairolle i Francesc Presas van publicar una traducció el 1927, a la revista Candide
L'obra es va representar més de 1500 vegades a París, va ser traduïda a l'anglès per Nancy Mitford i va estar durant tres anys al West End, començant el 1950 amb Robert Morley i David Tomlinson (amb Roger Moore com a suplent) al Teatre líric abans de ser portada al cinema.